# Yang Gui-ja
Pour les articles homonymes, voir Yang.
Yang Gui-ja (hangeul :양귀자) est une auteure sud-coréenne née le 1er juillet 1955  à Jeonju dans le Jeollabuk-do en Corée du Sud. 

## Biographie
Romancière sud-coréenne, Yang Gui-ja est née le 17 juillet 1955 à Jeonju, dans la province de Jeollabuk-do. Elle est diplômée de l'université Wonkwang en 1978 avec pour spécialité la littérature coréenne. Elle déménage ensuite à Séoul après son mariage en 1980. Elle fait ses débuts littéraires avec les nouvelles Démarrer une nouvelle journée (Disi sijakhaneun achim) et La porte déjà fermée (Imi dachin mun). En 1986, elle obtient un succès populaire avec la sortie de son recueil de nouvelles intitulé Voisins à Wonmi-dong (Wonmidong saramdeul). Ce recueil dépeint avec minutie la vie des gens vivant en périphérie des zones industrielles. En 1998, elle remporte le prix littéraire Yu Ju-hyoen et elle remporte également le prestigieux prix Yi Sang de littérature en 1992 et le Prix de littérature contemporaine (Hyundae Munhak) en 1995. 
Son travail a suivi l'évolution de la société sud-coréenne durant les années 1990, période où la culture de consommation s'est installée, et où un certain désenchantement vis-à-vis de la politique s'est progressivement fait sentir. En 1992, elle écrit Les fleurs cachées (Sumeun kkot), nouvelle en quelque sorte autobiographique qui raconte l'histoire d'un auteur cherchant une nouvelle espérance après que ses anciens idéaux ont été détruits. Dans La route vers les tombes Cheonma (Cheonmachong ganeun gil), le personnage principal lutte avec succès pour se réconcilier avec ses traumatismes passés. Les fleurs cachées (Sumeun kkot) et La route vers les tombes Cheonma (Cheonmachong ganeun gil) sont rassemblées avec trois autres nouvelles, Fleur de montagne (San kkot), Opportuniste (Gihoeju-uija), et la nouvelle qui donne son titre au recueil : La tristesse aussi donne de la force (Seulpeumdo himi doenda).
Depuis le milieu des années 1980, Yang Gui-ja a multiplié ses domaines d'activité : elle a ainsi écrit dans les revues des femmes, dans les journaux et a fait plusieurs participations dans d'autres médias. Dans les années 1990, elle a également ouvert un restaurant populaire à Séoul.

## Œuvre
L'un de ses premiers travaux les plus connus est sa nouvelle Voisins à Wonmi-dong (Wonmidong saramdeul), qui dépeint l'isolement et le statut aliéné des petites villes après la modernisation rapide de la Corée du Sud. Ce travail a aussi été publié en anglais sous le titre A distant and beautiful place. Pendant les années 1990, ses histoires sont devenues de plus en plus personnelles, avec toute une série de travaux populaires auprès du grand public, à commencer par son roman Contradictions (Mosun), qui connut un succès éditorial en 1998. 

### Nouvelles
- 귀머거리새 L'oiseau sourd (1985)
- 원미동 사람들 Voisins à Wonmi-dong (1987)
- 슬픔도 힘이 된다 La tristesse aussi donne de la force (1993)

### Romans
- 희망 L'espoir (1990)
- 나는 소망한다 내게 금지된 것을 Je désire les choses qui me sont interdites (1992)
- 천년의 사랑 L'amour de mille ans (1995)
- 모순 Contradiction (1998)